# Bruno Blume
Bruno Blume (* 10. April 1972 in Zug) ist ein Schweizer Autor, Theaterregisseur, Journalist und Verleger.

## Leben
Blume studierte Germanistik, Geschichte, Kunstgeschichte und Gender Studies an der Universität Zürich, an der Universität Leipzig und an der Universität Århus/DK. Er ist Mitglied bei Autorinnen und Autoren der Schweiz, Friedrich-Bödecker-Kreis und im Deutschen Fachjournalistenverband, war Vorstandsmitglied der Bieler Gespräche und schrieb u. a. für die Wochenzeitung Die Zeit. Er leitet den kwasi verlag in Luzern, hat fünf Kinder und lebt – nach einigen Jahren in Lucca, Thüringen, Mecklenburg-Vorpommern, Solothurn und Guggisberg – in Luzern. Seit 2021 ist er Jurypräsident des Klubs der jungen Dichter der Luzerner Zeitung.

## Auszeichnungen (Auswahl)
2020 Aufenthaltsstipendium des Kantons Zug in Santa Maria Val Müstair

2013 Gewinner der Ausschreibung der 6. Bieler Gespräche

2011 Writer in Residence, Zürich Savoy Hotel Baur en Ville

2010 IBBY Honour List für Gufidaun

2009 Arbeitsstipendium des Landes Mecklenburg-Vorpommern

2009 Schweizer Kinder- und Jugendmedienpreis, Empfehlung für Gufidaun

2007 Printers Club Award, Nominierung für wer liest, ist

2007 Schweizer Kinder- und Jugendmedienpreis, Shortlist für Tamara und die Liebe

2006 Die besten 7 von Deutschlandfunk und Focus, zweimal für wer liest, ist

2005 Die 10 Bremer Besten, Preis der Kinderjury für Tamara und die Liebe

2005 Rattenfänger-Literaturpreis, Empfehlungsliste für Der gestiefelte Kater

2003 Deutscher Jugendliteraturpreis, Nominierung für Mitten in der Nacht

## Werke (Auswahl)
- Ein richtig schöner Tag,  Illustration: Jacky Gleich, 2001, NA 2016
- Mitten in der Nacht,  Illustration: Jacky Gleich, 2002
- Der gestiefelte Kater,  Illustration: Jacky Gleich, 2003
- Die kleine Piratin und die neuen 13,  Illustration: Jacky Gleich, 2004
- Tamara und die Liebe,  Illustration: Franziska Biermann, 2005, NA als TamaTom und die Liebe,  Illustration: Jacky Gleich, 2013
- Wie? Ein Jahreszeitenbuch,  Illustration: Jacky Gleich, 2005
- wer liest, ist,  Illustration: Verena Ballhaus, Quint Buchholz, Nadia Budde, Jacky Gleich, Susanne Janssen, 2006
- Tamara und die Teufel,  Illustration: Franziska Biermann, 2006, NA als TamaTom und die Teufel,  Illustration: Jacky Gleich, 2013
- Gufidaun. Martin und der Außerirdische,  Illustration: Jacky Gleich, 2007
- Die Erfinderin,  in: Neue Texte aus der Schweiz  hrsg. von Solothurner Literaturtage, 2008
- Aus dem Fenster gelehnt. Geschichten aus dem Dorf  Regie und Buch, UA: Gnevsdorf 2008
- Ein richtig schöner Geburtstag,  Illustration: Jacky Gleich, 2009
- Einmal im Monat Indianergeheul,  Illustration: Vera Eggermann, 2010
- Dumme Hühner, Regie und Buch, UA: Parchim 2010
- KwasiYoga und KüchenLatein,  Illustration: Anija Seedler, Jacky Gleich, Kalender 2011
- Im Broccoliwald. Eine bäumige Reise nach Afrika,  Illustration: Jacky Gleich, 2011
- Gufidaun. Der Außerirdische kehrt zurück,  Illustration: Jacky Gleich, 2012
- Meretlein,  nach Gottfried Keller, Illustration: Laura Jurt, 2012
- Arche verpasst,  Illustration: Anija Seedler, Jacky Gleich, Kalender 2013
- Ich fühl mich wohl und Wenn ich groß bin,  in: oda, Ort der Augen, Literaturzeitschrift 4/2013
- TamaTom und die Hühner,  Illustration: Jacky Gleich 2013
- PaarProbleme und ZwiebelTränen,  Illustration: Franz Zauleck, Jacky Gleich, Kalender 2014
- Elva und die Römer,  Illustration: Adrian Tobler, 2014
- Schönheit und andere Zwischenfälle,  Illustration: Mehrdad Zaeri, Jacky Gleich, Kalender 2015
- Shakespeares Hamlet,  Illustration: Susanne Janssen, 2016
- Shakespeares Othello,  Illustration: Alice Wellinger, 2016
- Shakespeares König Lear,  Illustration: Anke Feuchtenberger, 2016
- Shakespeares Timon von Athen,  Illustration: Pascale Küng, 2016
- Shakespeares Macbeth,  Illustration: Jacky Gleich, 2016
- TamaTom und die Graffiti,  Illustration: Jacky Gleich, 2017
- TamaTom und die Berge,  Illustration: Jacky Gleich, 2017
- Vor Kummer sterbe ich. Vreneli und das Plumpsklo am Ende der Welt. Ein Guggisberg-Roman,  Illustration: Mo Richner, 2018
- Meine größten Erfolge in der Liebe. Nebst einigen Misserfolgen und was ich sonst noch lernte,  Illustration: Jacky Gleich, 2020
- SUPERMA,  Illustration: Andrea Artemis Stergiou, 2023
- Kein Platz für uns,  Illustration: Dinah Wernli, 2024